# Jonathan Hutchinson
Sir Jonathan Hutchinson, född 23 juli 1828 i Yorkshire, död 26 juni, 1913 i Haslemere, var en engelsk kirurg och patolog.
Han delade sin familjs religiösa övertygelse och hade först tänkt att bli medicinsk missionär, men i stället blev han 1848 lärling till apotekaren och kirurgen Caleb Williams som verkade i York. År 1851 studerade han oftalmologi vid Moorfields och verkade samtidigt vid Londons oftalmologiska sjukhus. Från 1854 var han verksam vid ett flertal sjukhus. 1862 började han verka vid Royal College of Surgeons, där han också var professor mellan åren 1879 och 1883.
Förutom att han var medlem av Dermatological Society of London så satt han som ordförande för ett stort antal olika sammanslutningar under sin livstid, hit hör: Pathological Society (1879-1880), Ophthalmological Society of Great Britain (1884-1885), Royal College of Surgeons (1889), Neurological Society (1887), Medical Society of London (1892) och Royal Medical and Chirurgical Society (1894-1896).  
År 1908, vid 80 års ålder, adlades han för sina förtjänster inom medicinen. Under sin livstid producerade han omkring 1200 medicinska artiklar och drev även en medicinsk tidskrift Archives of surgery.
Hutchinson har givit namn åt flera företeelser, bland annat Hutchinsons sjukdom, Hutchinsons tandaffektion, Hutchinsons pupil, Hutchinsons mask, Hutchinsons angina, Hutchinson-Gilfords sjukdom och Hutchinsons triad